# Jarabe de arroz marrón

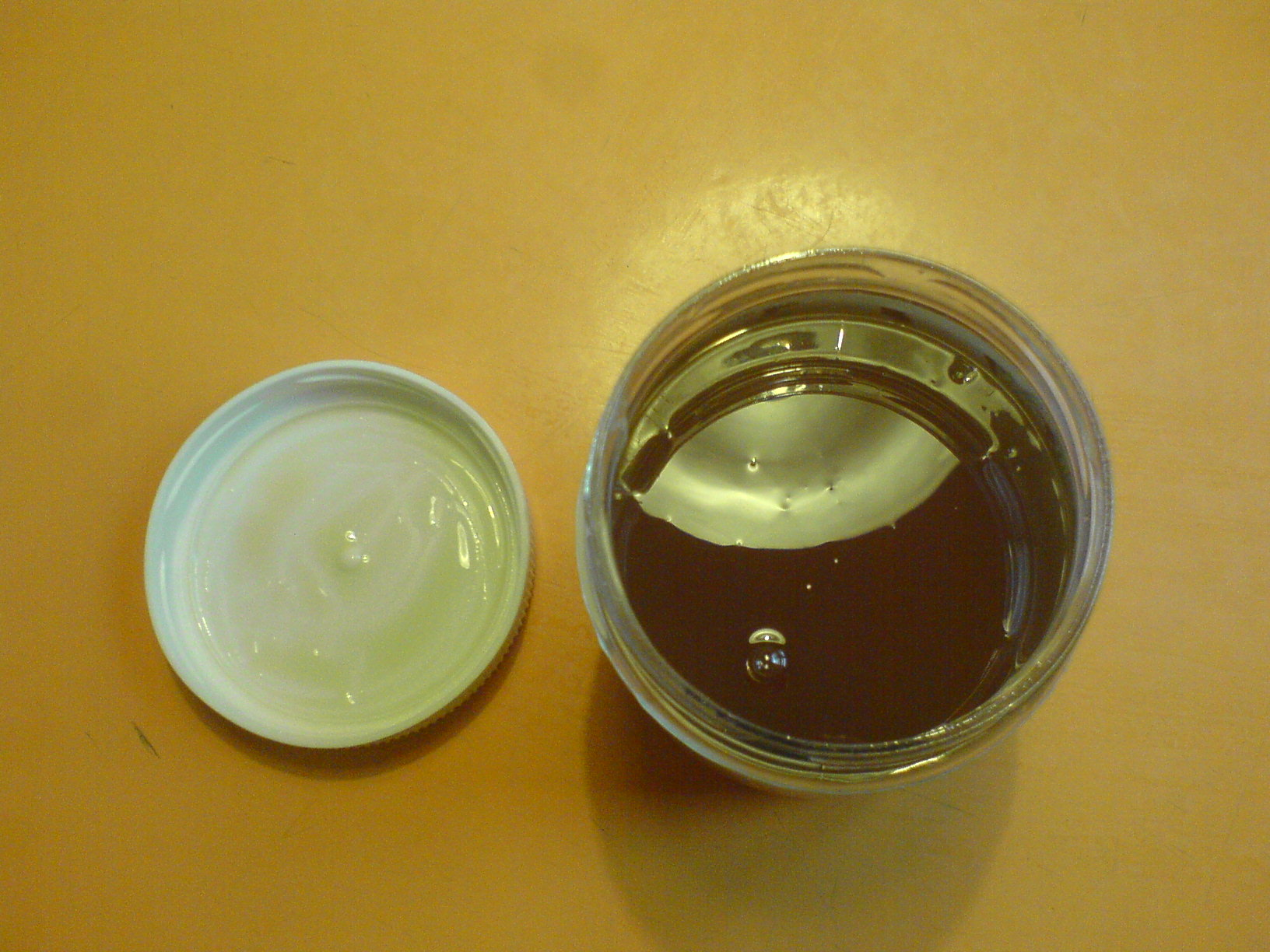
Jarabe o melaza de arroz.

Jarabe de arroz marrón, también conocido como jarabe de arroz, es un sustituto del azúcar, es decir, un edulcorante. El jarabe o melaza proviene del cultivo de arroz, que es cocido con enzimas (generalmente con brotes de cebada secos) para descomponer el almidón, entonces se cuela el líquido y se reduce hasta que se alcanza la textura deseada. El producto final tiene un 45% de maltosa, 3% de glucosa y un 52% de maltotriosa.

## Componentes
- Glucosa es el tipo más simple de las moléculas de azúcares, es usado como referencia alimentario para calcular el índice glucémico. Ésta pasa rápidamente por el estomágo hacia el intestino delgado donde es absorbida por el torrente sanguíneo. Su índice glicémico es de 100.

- Maltosa, que tiene el mayor índice glucémico (105), es digerido y absorbido por la sangre aún más rápido que la glucosa.[1]

- El azúcar más complejo trisácarido, maltotriosa[2]

tiene un índice glicémico de 98 (1) muy cercano al índice total del arroz cocido marrón.
El índice glucémico exacto del jarabe de arroz marrón es desconocido, y ninguno de los fabricantes ha investigado como se absorben los azúcares del jarabe en el torrente sanguíneo. Sin embargo, sus tres componentes tienen índices glucémicos altos dentro de las tablas de azúcares. Los diábeticos deben tener cuidado y gestionar su consumo en función de su situación.

## Conservación
El jarabe de arroz se puede conservar durante un año, y una vez abierto debe ser almacenado en un lugar fresco y seco.

## Producción
El jarabe de arroz marrón es producido comercialmente mediante el cocido del arroz marrón o el almidón del arroz marrón con enzimas. La mezcla de carbohidratos puede ser ajustada en función de la dulzura y aplicación deseados. El sirope es filtrado, y el exceso de agua se evapora para reducirlo. El producto es producido a escala comercial por varias empresas en Estados Unidos, Europa y Asia.
El jarabe de arroz marrón es el edulcorante que endulza algunas bebidas, como la leche de arroz.